# UFC Fight Night: Barnett vs. Nelson
UFC Fight Night: Barnett vs. Nelson (también conocido como UFC Fight Night 75) fue un evento de artes marciales mixtas celebrado por Ultimate Fighting Championship el 27 de septiembre de 2015 en el Saitama Super Arena, en Saitama, Japón.

## Historia
El evento estelar contó con el combate de peso pesado entre el excampeón Josh Barnett y el ganador de The Ultimate Fighter 10 Roy Nelson.
Roan Carneiro esperaba enfrentarse a Gegard Mousasi en el evento. Sin embargo, Carneiro se retiró del combate citando una lesión y fue reemplazado por Uriah Hall.
Kiichi Kunimoto esperaba enfrentarse a Li Jingliang en el evento. Sin embargo, Kunimoto se retiró de la pelea citando una lesión y fue reemplazado por Keita Nakamura.

## Resultados
1. ↑  Final de Peso Pluma Road to UFC: Japan.

## Premios extra
Cada peleador recibió un bono de $50,000.
- Pelea de la Noche: No hubo premiados
- Actuación de la Noche: Josh Barnett, Uriah Hall, Diego Brandão y Keita Nakamura